# Nicomiinae
Nicomiinae  (лат.) — подсемейство горбаток (Membracidae). Неотропика. Около 20 видов. Задний выступ пронотума отсутствует (кроме Euwalkeria latipes и Nodonica), грудь округлая, без выступов. Голова большая, вместе с выступающими глазами шире пронотума (кроме Nodonica). Радиальная жилка переднего крыла с 4 и более ветвями. 
.

## Распространение
Центральная (от южной Мексики) и Южная Америка (до центрального Чили).

## Систематика
7 родов, около 20 видов. Подсемейство впервые было выделено в 1929 году (Haupt, 1929) в составе семейства Aetalionidae.
- Eudonica Albertson, 2005[2]
  - Eudonica nanella  Albertson, 2005[2]
- Euwalkeria Goding, 1926 — Бразилия, Колумбия, Эквадор[2]
  - Eudonica colorata Albertson, 2005
  - Eudonica distincta Albertson, 2005
  - Eudonica latipes (Walker, 1851)
  - Eudonica perdita  Albertson, 2005
  - Eudonica rubrica  Albertson, 2005
- Holdgatiella Evans, 1962 — Чили
  - Holdgatiella chepuensis  Evans, 1962
  - Holdgatiella chiloensis Albertson, 2005
- Nicomia Stål, 1858[3] — Южная Америка и Панама[2]
  - Nicomia buccina  Albertson, 2005
  - Nicomia harenosa Albertson, 2005
  - Nicomia inscripta Albertson, 2005
  - Nicomia interrupta Stål, 1858[3]
  - Nicomia jucunda Albertson, 2005
  - Nicomia lemniscata Stål, 1858
  - Nicomia monticola Albertson, 2005
  - Nicomia nigrifasciata Albertson, 2005
  - Nicomia notidana Albertson, 2005
  - Nicomia pulchella Albertson, 2005
  - Nicomia serrata Albertson, 2005
  - Nicomia subfasciata  Stål, 1858
- Nodonica Dietrich, McKamey & Deitz, 2001[4] — Эквадор
  - Nodonica bispinigera Dietrich, McKamey & Deitz, 2001
- Stalomia Albertson, 2005 — Французская Гвиана[2]
  - Stalomia veruta Albertson, 2005
- Tolania Stål, 1858[3] — Неотропика: от Мексики до Аргентины[2]
  - Tolania armata Goding, 1927
  - Tolania semipellucida Stål, 1858
  - Другие виды